# 滇红毛杜鹃
滇红毛杜鹃（学名：Rhododendron rufohirtum）也称红色杜鹃，为杜鹃花科杜鹃花属下的一个种。生长在海拔950-2300米的灌木丛中。分布于中国四川南部、贵州东部及东南部和云南东北部和北部。模式标本采自云南昆明以北、普渡河西岸的Hsinlung（可能属于今禄劝）。 